# Cerodontha scirpi
Cerodontha scirpi este o specie de muște din genul Cerodontha, familia Agromyzidae. A fost descrisă pentru prima dată de Karl în anul 1926. Conform Catalogue of Life specia Cerodontha scirpi nu are subspecii cunoscute.